# Yuko Kaseki
Yuko Kaseki (japanisch 可世木 祐子 Kaseki Yuko) ist eine japanische Tänzerin, Choreographin und Performancekünstlerin.

## Werdegang
Yuko Kaseki, geboren in Chiba, Japan, lebt seit 1995 in Berlin. Sie studierte Butoh-Tanz und Performance an der Hochschule für Bildende Künste Braunschweig bei Anzu Furukawa.
Yuko Kaseki begann ihre tänzerische Laufbahn in Anzu Furukawas Tanzkompanien Dance Butter Tokio und Verwandlungsamt, in denen sie von 1989 bis 2000 tanzte. 1995 gründete sie mit Marc Ates die Tanzkompanie cokaseki. Yuko Kaseki war seitdem in Projekten mit anderen Tänzern, Performern, Musikern und bildenden Künstlern involviert. In Solo- und Ensemble-Performances, Kollaborationen und Improvisationen trat sie international auf: in Europa, Japan, Taiwan, Korea, Malaysia, Thailand, Kanada, Mexiko, Brasilien, Chile, Uruguay, Argentinien, Australien, Russland, Indien, Burkina Faso und USA.
Ihre Arbeiten sind poetisch-existentiell, beziehen sich in eigenständiger Weise auf die Tradition des Butoh, und reflektieren intensiv verdichtend Aspekte des menschlichen Daseins. Kennzeichen ihrer Arbeit ist ein immer wieder neuer ästhetischer Ansatz, phantasievoll-überraschende Bewegungsmuster, und eine Dramaturgie, die sowohl tragische wie auch humorvolle Momente enthält.
Eine längere Zusammenarbeit besteht u. a. mit den Kompagnien inkBoat (San Francisco), CAVE (New York),Tableau Stations (San Francisco), im Improvisationsduo mit Antonis Anissegos (Berlin), und Poema Theater (Moscow).
Ihr starkes Interesse an der expressiven Auslotung physischer Grenzen führte außerdem zu  Projekten mit Performern mit sogenannter „mixed ability“; so choreographiert und performt sie seit 2008 mit dem Berliner Theater Thikwa; und trat in Performances mit Roland Walter (Berlin), Sung Kuk Kang (Seoul), Zan-Chen Liao (Taipei) auf.
Neben ihren Bühnen-Engagements war sie 2012–2013 „artist fellow“ am Interweaving Performance Culture, International Research Center, Freie Universität Berlin.
Yuko Kaseki ist außerdem die Erfinderin und Organisatorin der Improvisations-Reihe AMMO-NITE GIG, in der sie mit wechselnden internationalen Performern und Musikern seit 2004 regelmäßig frei improvisierte Tanz-Theater-Werke kreiert. Die Reihe findet im Berliner Tanz-Ort DOCK 11 statt; unter den  Kooperationspartnern waren u. a. Antonis Anissegos, Minako Seki, Isak Immanuel, Shinichi Momo Koga, Katrin Geller, Margarete Huber und Sten Rudstrom.

## Auszeichnungen und Stipendien
- Ame to Ame erhielt den Preis „The Best Ensemble Performance“ und wurde nominiert für „Best Choreography“, „Best Composition“, und „Best Visual Design“, Isadora Duncan Dance Award 2004, San Francisco, USA.
- c(H)ord, in Kollaboration mit inkBoat erhielt den Preis „Out standing Achievement in Performance-Company“, Isadora Duncan Dance Award 2009, San Francisco, USA
- Tooboe wurde nominiert für „Outstanding Production“, The Dora Mavor Moore Awards 2007 in Toronto, Canada.
- To Kollaboration mit Tableau Stations wurde nominiert bei no-ballet, International Dance Competition 2012, Ludwigshafen, Deutschland.
- Let My Fish Loose wurde nominiert bei no-ballet, International Dance Competition 2007, Ludwigshafen, Germany.
- Kudan wurde 2004 für den Toyota Choreography Award in Tokyo, Japan nominiert und erhielt den Preis „the Best Ensemble Performance“ und war 2004 am Isadora Duncan Dance Award 2004 in San Francisco, USA nominiert für „Best Choreography“, „Best Composition“ und  „Best Visual Design“.

- Stipendien bzw. Residenzen erhielt Yuko Kaseki bei HH Art Spaces (Indien), Taipei Artist Village (Taiwan), Treasure Hill Artist Village (Taiwan), International Artists Workshop (Taiwan), Künstlerhaus Lukas (Deutschland), Robert Willson Watermill Center (USA), Headlands Center for the Arts (USA), Center for contemporary Art Ujazdowski (Polen), CESTA/Cultural Exchange Station (Tschechische Republik).[2]

### Lehrtätigkeit
Yuko Kaseki ist weltweit als Dozentin für zeitgenössischen Tanz und Butoh tätig.